# Робрека
Робрека — река в Вытегорском районе Вологодской области, течёт по территории Оштинского сельского поселения. Вытекает из Робозера, течёт на север, поворачивает на восток, затем на юг и впадает в Водлицу сразу после её истока из Павшозера. Длина реки составляет 7 км.
Примерно в 2 км от устья, по левому берегу впадает река Матиморека.

## Данные водного реестра
По данным государственного водного реестра России относится к Балтийскому бассейновому округу, водохозяйственный участок реки — Бассейн Онежского озера без рр. Шуя, Суна, Водла и Вытегра, речной подбассейн реки — Свирь (включая реки бассейна Онежского озера). Относится к речному бассейну реки Нева (включая бассейны рек Онежского и Ладожского озера).
Код объекта в государственном водном реестре — 01040100612102000017925.